# Dendrokronológia
A dendrokronológia az egyetlen olyan kormeghatározási módszer, amely hosszú távon képes abszolút dátumozást biztosítani egy év pontossággal.

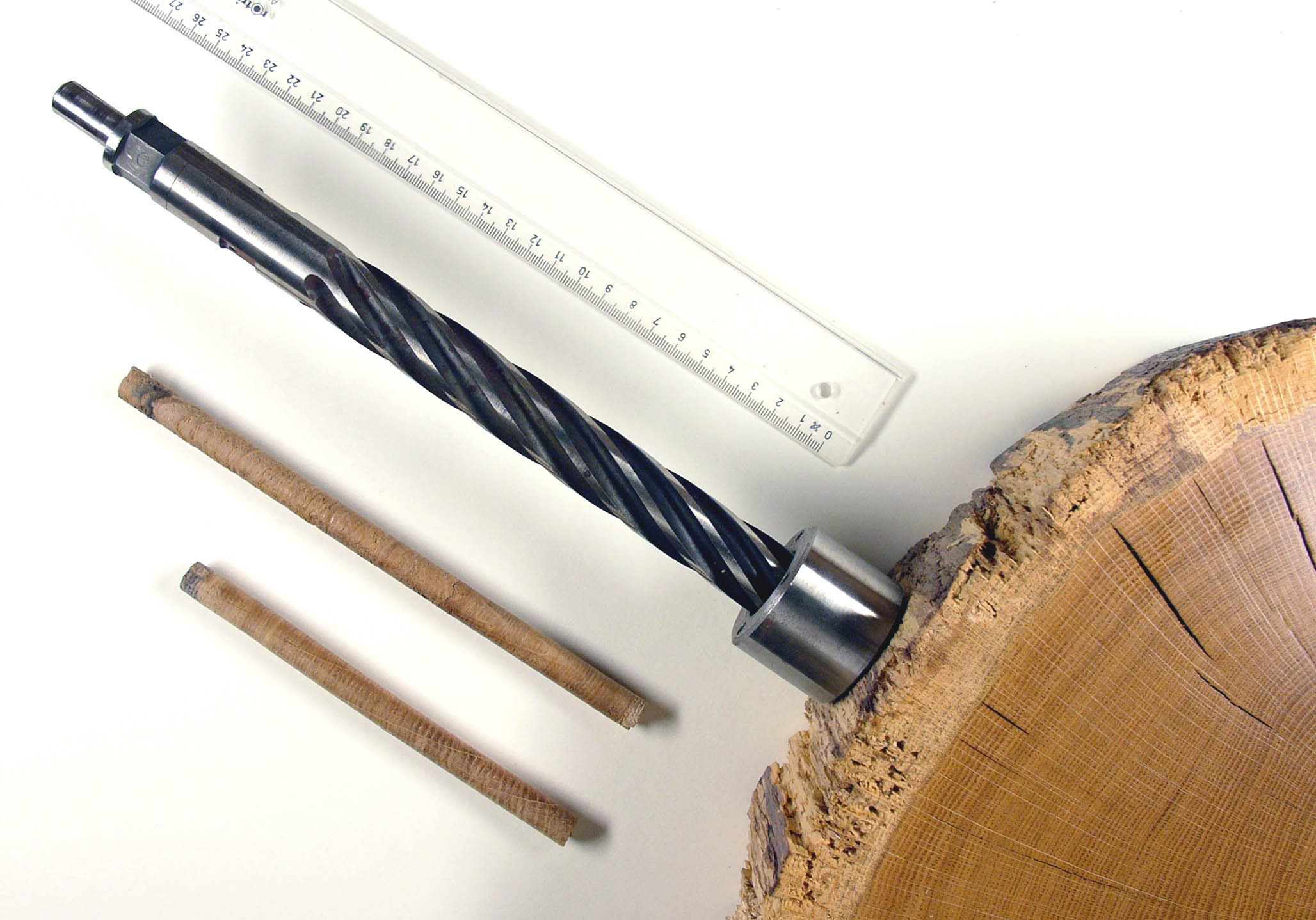
A dendrokronológia eszközei és tárgya

## Története és lényege
Elméleti alapötlete Leonardo da Vinci nevéhez köthető, akinek egyik naplójában utalás található arra, hogy a fák évgyűrűiről megállapítható a száraz és csapadékos évek sorrendje. 1837-ben Charles Babbage vetette fel az évgyűrűk tanulmányozásának kérdését, és elméletileg alkalmasnak találta kormeghatározásra is. Gyakorlati megvalósítására azonban nem került sor.
A régészet egyik legfontosabb datálási módszerét végül egy csillagász-fizikus professzor, dr. Andrew Ellicott Douglass, az arizonai egyetem Stewart Obszervatóriumának igazgatója dolgozta ki, ültette át a gyakorlatba, és produkálta vele az első eredményeket. Douglass a saját szakterületén akart dolgozni, és a napfolttevékenység földi hatásait akarta tanulmányozni. Elképzelése szerint amennyiben a napfoltciklusoknak hatása van a földi időjárásra, akkor annak a fák évgyűrűin is tükröződni kell. 1913-ban értekezett erről először, és 1929-re igen komoly eredményeket tudott felmutatni.
Amikor mintái már négy évszázadra terjedtek ki, egyfelől levonta a következtetést, hogy a 11 éves periódus kétségkívül megfigyelhető a fák évgyűrűiben. Másfelől feltűnt neki, hogy 1650 és 1725 között kizárólag aszályos éveket állapított meg. Ekkor Walter Maunder egy levelében felhívta a figyelmét arra, hogy egészen más alapokon ő is arra a következtetésre jutott, hogy 1700 körül sokáig szünetelt a napfolttevékenység. Ez a felfedezés arra ösztönözte, hogy egyre régebbi famintákat is megvizsgáljon, és ezzel egyre régebbi idők napfolttevékenységét is vizsgálhassa.
1914-ben kapta az első mintáját Pueblo Bonito épületfáiból, majd az Aztec Pueblóból is, és szinte rögtön régészeti bombát robbantott: „... Azt hiszem, érdekelni fogja Önöket, hogy az azteci romok utolsó tetőgerendájának fáját pontosan kilenc évvel Bonito pueblo utolsó gerendája előtt vágták ki. A többi fa nagyobbrészt egyidejű településre utal.” Ez az állítása bizonyítható volt, és még több ilyen követte. 1929-re nyolc pueblo évre pontos, teljes kronológiáját állította össze.

## Alkalmazása

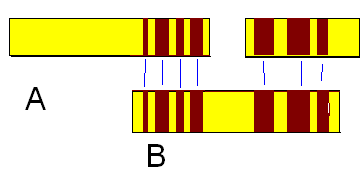
A cross dating elve

A dendrokronológia történeti alkalmazási lehetősége azon a felismerésen múlt, hogy a különböző famintákból vett évgyűrűsor átfedésekbe hozható, és ezzel folytonos, nagyon messzire mutató sorozatot lehet alkotni. Ez a cross-dating, vagy overlapping. Ezen a módon már több mint tíz évezredes folyamatos sorozatok is rendelkezésre állnak, már Douglass professzor is 1929-ben 700-ig terjedően tudott datálni. Nem mellékes eredményként egy 1276 és 1299 közötti rendkívül száraz időszak nyomait is megtalálta, ami megmagyarázta a pueblo-indiánok elvándorlását és a pueblók kiürülését.

## Alkalmazásának korlátai
A hibaforrások nem közvetlenül a kormeghatározásra vonatkoznak, hanem a leletmegőrződésre, és a vizsgált faanyag származására. A faanyagot az építkezések színhelyére sokszor akár több száz kilométerről szállították. Ez a távolság már jelentős éghajlatkülönbséget jelenthet, teljesen eltérő évgyűrűmintával. Ez a körülmény mindjárt megmutatja a másik problémát: minden egyes kis éghajlati régióban különböző referenciasorozatokat kell összeállítani, és egyik sem használható a Föld más területén, vagyis nincsen globális referencia.
Érdekes hibaforrás a faanyagok újrafelhasználása is. Ha egy elbontott épület fáját később újra beépítik, akkor az keltheti azt a hatást, hogy az építmény régebbi a valódi koránál. Már Douglass professzor is talált olyan 20. század elején elhagyott házat, amelyben 14. századi gerendát használtak.